# 디지털 사진
디지털 사진은 아날로그-디지털 변환회로(ADC)에 연결된 전자 광검출기 배열이 포함된 카메라를 사용하여 사진 필름에 노출하는 것과 달리 렌즈로 초점을 맞춘 이미지를 생성한다. 디지털화된 이미지는 추가 디지털 처리, 보기, 전자 출판 또는 디지털 인쇄가 가능한 컴퓨터 파일로 저장된다. 이는 가시광선(또는 과학 장비의 경우 전자기 스펙트럼의 다양한 범위의 빛) 수집을 기반으로 하는 디지털 이미징의 한 형태이다.
이러한 기술이 출현하기 전까지는 감광성 사진 필름과 종이를 노출시켜 사진을 만들었고, 이를 액체 화학 용액으로 처리하여 이미지를 현상하고 안정화했다. 디지털 사진은 일반적으로 습식욕 화학 처리 없이 컴퓨터 기반의 광전 및 기계 기술로만 생성된다.
소비자 시장에서는 열광적인 디지털 일안 반사식 카메라(DSLR)를 제외하고 이제 대부분의 디지털 카메라에 최종 사진을 실시간으로 대략적으로 보여주는 전자 뷰파인더가 함께 제공된다. 이를 통해 사용자는 캡처한 사진을 몇 초 내에 검토, 조정 또는 삭제할 수 있으며 이는 이전 시대의 대부분의 광화학 카메라와 달리 즉석 사진의 한 형태가 된다.
또한 온보드 형태의 연산 자원은 일반적으로 조리개 조정 및 초점 조정(내장 서보 모터를 통해)을 수행할 수 있을 뿐만 아니라 노출 수준을 자동으로 설정할 수 있으므로 사진 작가가 중재할 능력이 없다고 느끼지 않는 한(그리고 카메라가 전통적인 기능을 제공하지 않는 한) 사진 작가의 이러한 기술적 부담은 제거된다. 본질적으로 전자식인 대부분의 디지털 카메라는 일부 또는 모든 기능에서 즉각적이고 기계화되었으며 자동이다. 디지털 카메라는 전통적인 수동 제어(링, 다이얼, 스프링 레버 및 버튼)를 에뮬레이트하거나 대신 모든 기능에 대해 터치스크린 인터페이스를 제공할 수 있다. 대부분의 카메라폰은 후자의 범주에 속한다.
디지털 사진은 오랜 역사를 지닌 광범위한 응용 분야에 걸쳐 있다. 기술의 대부분은 정교한 원격 원격 측정과 결합된 고도로 맞춤화된 임베디드 시스템과 관련된 우주 산업에서 유래되었다. 모든 전자 이미지 센서는 디지털화될 수 있다. 이것은 1951년에 달성되었다. 디지털 사진의 현대 시대는 나중에 발전한 반도체 산업이 지배했다. 초기 반도체 이정표는 1970년 4월에 처음 시연된 CCD(전하결합소자) 이미지 센서의 출현이었다. 그 이후로 이 분야는 포토리소그래피 제조의 동시 발전과 함께 빠르게 발전했다.
최초의 소비자용 디지털 카메라는 1990년대 후반에 출시되었다. 전문가들은 기존 방식보다 더 빠른 처리 속도에 대한 요구를 충족하기 위해 디지털 파일을 사용해야 하는 전문 작업에 따라 천천히 디지털로 전환했다. 2000년경부터 디지털 카메라가 휴대폰에 통합되었다. 그 후 몇 년 동안 휴대폰 카메라는 특히 소셜 미디어 및 이메일과의 연결성으로 인해 널리 보급되었다. 2010년부터 디지털 똑딱이 카메라와 DSLR 카메라는 일반적으로 똑딱이 카메라나 휴대폰 카메라보다 더 나은 이미지 품질을 제공하지만 일반 DSLR보다 크기와 모양이 더 작은 미러리스 디지털 카메라와도 경쟁을 벌였다. 많은 미러리스 카메라는 교체 가능한 렌즈를 수용하며 일안 리플렉스 카메라의 렌즈를 통한 뷰파인더를 대체하는 전자 뷰파인더를 통해 고급 기능을 갖추고 있다.

## 같이 보기
- 캠코더
- 디지털 카메라
- 이미지 편집
- 디지털 액자
- 디지털 혁명
- 디지털 일안 반사식 카메라
- 디지털 워터마킹
- 교환 이미지 파일 형식
- 높은 동적 범위
- Raw 이미지 포맷